# 紅鰭鸚鯛
紅鰭鸚鯛，為輻鰭魚綱鱸形目隆頭魚亞目鸚哥魚科的其中一種，分布於中西大西洋區，從美國麻州至巴西里約熱內盧海域，棲息深度1-15公尺，體長可達47.8公分，棲息在珊瑚礁及海草床，以藻類為食，可做為食用魚及觀賞魚，有雪卡魚中毒的報告。